# Kraftstoffversorgung
Die Kraftstoffversorgung ist das Subsystem eines Fahrzeuges oder sonst eines mit Kraftstoff betriebenen Systems, das die Versorgung mit Kraftstoff sicherstellt.
Dazu gehören für flüssige und gasförmige Kraftstoffe in der Regel Kraftstoffpumpen, Vergaser oder Einspritzanlagen, Düsen, Niveau- und Druckregelungen sowie Filtersysteme.
Für feste Kraftstoffe werden Förderbänder oder Förderschnecken und gegebenenfalls Mühlen, Traggasgebläse und Brenner benötigt.